# اسماعیل زرین‌فر
اسماعیل زرین‌فر (زادهٔ ۱۲۸۰ – درگذشتهٔ ۲۷ اسفند ۱۳۷۱) موسیقی‌دان، آهنگساز و نوازنده ویلن و کمانچه اهل ایران بود.

## زندگی و فعالیت‌های هنری
اسماعیل زرین‌فر در سال ۱۲۸۰ روز عید قربان در تکیهٔ زرگرهای تهران متولد شد. او فرزند «مهدی زرین‌فر» بود. پدربزرگ وی در دربار ناصرالدین‌شاه و مظفرالدین شاه، مستوفی دربار بود. او از ۷ سالگی نزد دایی خود علیرضا چنگی فراگیری ویلن و کمانچه را آغاز کرد. پس از آن از آموزش‌های حسین اسماعیل زاده بهره برد. وی در سال ۱۳۰۰ در دبیرستان دارالفنون مشغول به تحصیل بود و با میرمهدی ورزنده که عنوانِ استادِ نوین ورزش ایران را داشت، آشنا شد. میرمهدی ورزنده با علینقی وزیری که تازه از اروپا به ایران بازگشته بود و در نظر داشت مدرسه عالی موسیقی را تأسیس نماید، آشنایی داشت. روزی اسماعیل زرین‌فر همراه با میرمهدی ورزنده به منزل علینقی وزیری می‌رود و ویلن می‌نوازد. وزیری از وی می‌پرسد: «شما نُت می‌دانید»، وی پاسخ می‌دهد: «نه موسیقی را به‌طور سنتی یادگرفته»، کلنل وزیری می‌گوید: «با این استعداد و نوازندگی حیف است که نت ندانید، بیاید شما هم مانند آقایان: ابوالحسن صبا، سلیمان سپانلو، حسین سنجری و عده‌ای دیگر از اشخاص که اسم نوشته‌اند، شما هم ثبت نام نمایید». او بلافاصله می‌پذیرد و در مدرسه عالی موسیقی ثبت نام می‌کند. وی در این مدرسه از تعلیمات موسیقی‌دانانی همچون: علینقی وزیری، سورن آراکلیان، سرژ خوتسیف، «جانبازیان»، «استپانیان» و «پروو» که ویولونیست نام آشنای فرانسوی بود و «موسیو رونی» بهره برد.
در سال ۱۳۰۷ به پیشنهاد علینقی وزیری به عنوان ناظم و معلم مدرسه موسیقی انتخاب شد. وی روزی در مدرسه، روح‌الله خالقی را در حال حل کردن هارمونی می‌بیند. از خالقی می‌پرسد: «چگونه و کجا می‌خوانی؟» خالقی می‌گوید: «من به صورت مکاتبه ای در بیروت با «کلس و اندانس» استاد منحصر آرمونی آنجا ارتباط دارم و به‌طور مکاتبه‌ای درس می‌خوانم»، زرین‌فر می‌پرسد «آیا من هم می‌توانم مانند شما درس بخوانم؟» خالقی جواب می‌گوید: «اشکالی ندارد، شما هم تقاضا کنید». وی بلافاصله مبلغ ۲۴۰ ریال توسط آدرسی که روح‌الله خالقی در اختیارش می‌گذارد به بیروت می‌فرستد و ثبت‌نام می‌کند و هارمونی را توسط استاد بیروتی فرا می‌گیرد.
پس از مدتی علینقی وزیری به ریاست موسیقی کشور، روح اللَّه خالقی معاون موسیقی کشور و اسماعیل زرین‌فر مسئول هنرستان عالی موسیقی منصوب می‌شوند. او ۲ بار در هفته به رادیو می‌رفت و هربار قطعه‌ای تازه ساخته و می‌نواخت. وی در حدود ۴۰۰ قطعه موسیقی ساخته‌است. او طی مأموریتی به مدت ۴ سال عازم مشهد می‌شود و در آنجا نیز کلاس موسیقی تأسیس می‌کند و به تربیت شاگردان مشغول می‌شود.
اسماعیل زرین‌فر در مدرسه عالی موسیقی با ابوالحسن صبا، روح‌الله خالقی و سایر استادان آن زمان در حدود ۲۲ صفحه موسیقی ضبط کرده‌است. او همراه با این هنرمندان از سال ۱۳۲۲ تا ۱۳۲۶ در رادیو فعالیت داشت.
از جمله شاگردان او می‌توان به «پوران شجیعی»، محمد میرنقیبی، محمود تاجبخش و مهدی برکشلی اشاره نمود. او غیر از ویلن و کمانچه، ویولن آلتو نیز می‌نواخت.
در سال ۱۳۹۶ یک آلبوم موسیقی کودک با عنوان «ترانه‌های دیروز برای کودکان امروز» منتشر شد که در این آلبوم نام اسماعیل زرین‌فر به همراه «نیکول الوندی» و «شورامیخاییلیان» به عنوان آهنگساز به چشم می‌خورد.